# Pestrotsfly
Pestrotsfly (Hydraecia petasitis) är en fjärilsart som beskrevs av Doubleday 1847. Pestrotsfly ingår i släktet Hydraecia och familjen nattflyn. Enligt den svenska rödlistan är arten nära hotad i Sverige. Arten förekommer i Götaland. Artens livsmiljö är stadsmiljö, våtmarker, jordbrukslandskap. Inga underarter finns listade i Catalogue of Life.

## Bildgalleri

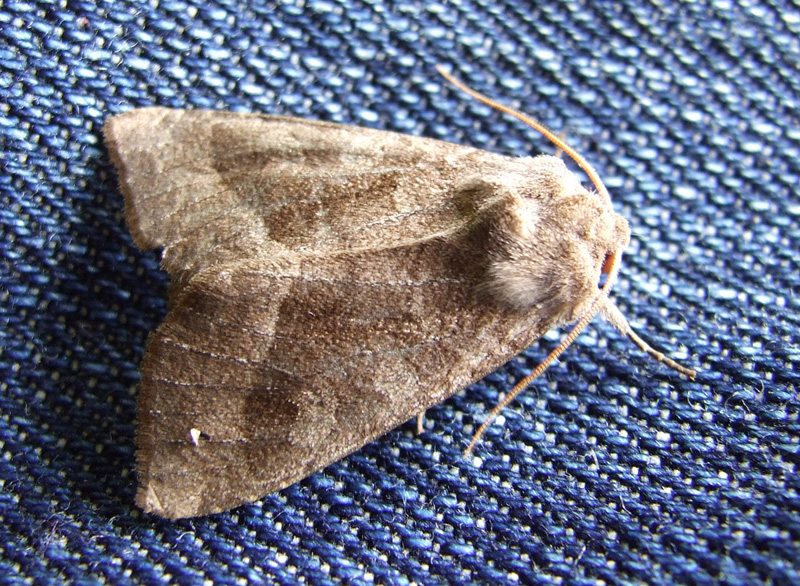
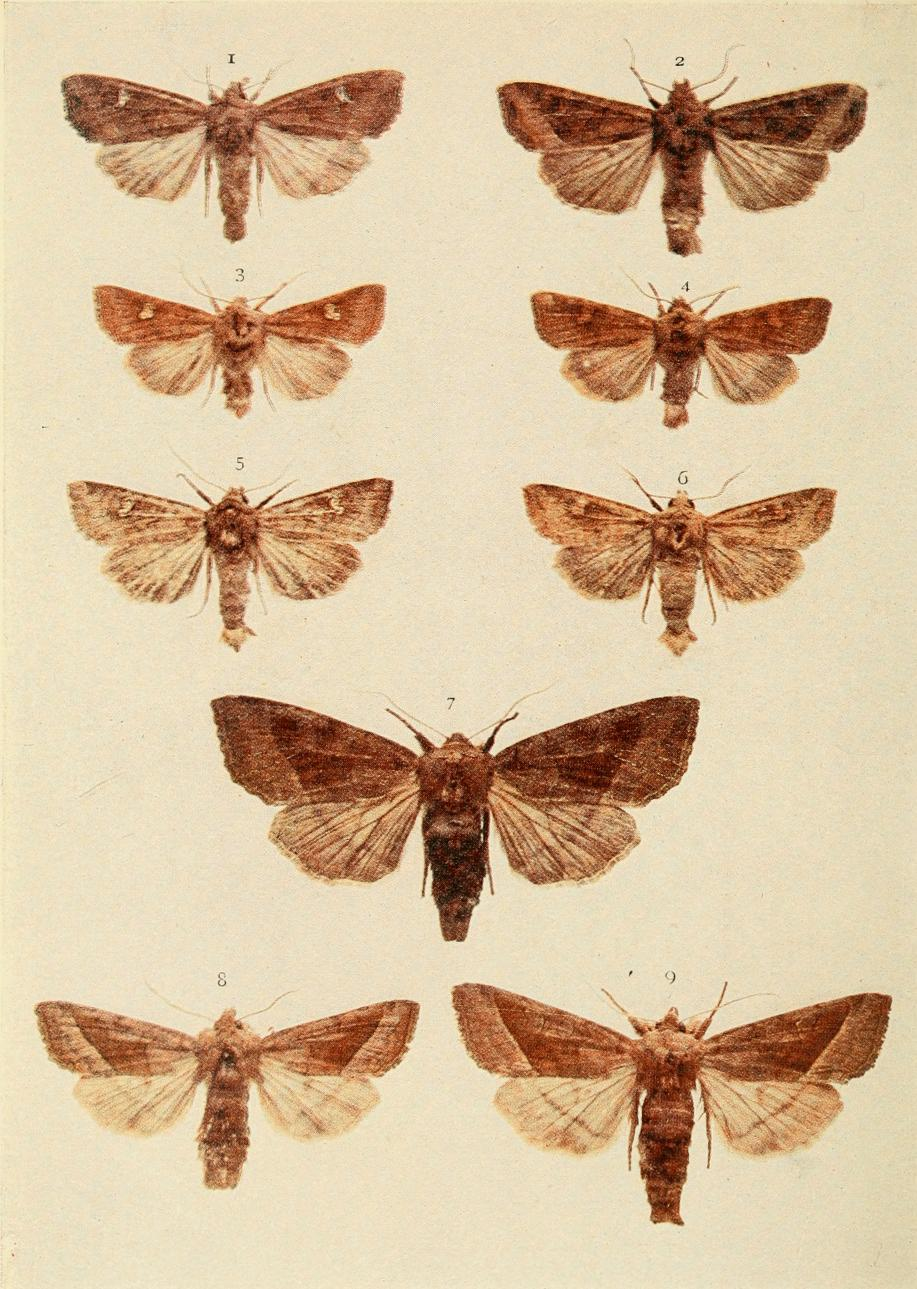